# Dorstenia elata
Dorstenia elata là một loài thực vật có hoa trong họ Moraceae. Loài này được Gardner mô tả khoa học đầu tiên năm 1840.